# 崔世召墓
崔世召墓，是位于中国福建省宁德市蕉城区蕉北街道的一个明代古墓葬，2016年9月入选蕉城区第九批文物保护单位。
崔世召墓为石构墓葬，始建于明朝崇祯年间，占地面积150平方米，平面呈风字形，墓主崔世召是明朝万历三十七年（1609年）举人，曾任广东连州知州。